# マデイラ自治地域の自治政府主席
マデイラ自治地域の自治政府主席（マデイラじちちいきのじちせいふしゅせき、ポルトガル語: presidentes do Governo Regional da Madeira）は、ポルトガル領マデイラ自治地域の自治政府における首長。

## 概要
1976年、マデイラ諸島に自治権を付与されたことにより設置。

## 歴代主席
| 代 | 氏名                                  | 就任日         | 退任日        | 出身党派   |
| -- | ------------------------------------- | -------------- | ------------- | ---------- |
| 1  | ジャイミ・オルネラス・カマーショ (en) | 1976年11月19日 | 1978年3月17日 | 社会民主党 |
| 2  | アルベルト・ジョアン・ジャルディン    | 1978年3月17日  | 2015年4月20日 | 社会民主党 |
| 3  | ミゲル・アルブケルケ                  | 2015年4月20日  | （現職）      | 社会民主党 |